# Референдум за независимост на Иракски Кюрдистан (2005)
Референдумът за независимост на Кюрдския автономен район в Ирак, накратко наричан Иракски Кюрдистан, през 2005 г. се провежда на 30 януари.
Този неофициален референдум е обявен и проведен от обществени организации във всичките 3 области на Кюрдския автономен район – Арбил, Дахук, Сулеймания, както и в някои съседни области с кюрдско население (Дияла, Киркук, Нинава).
Съдейки по броя на отчетените гласували спрямо населението на тези области, както и по обявените крайни резултати, в него участват предимно етнически кюрди. От отчетените общо 1 998 061 гласували 98,88 % се обявяват за независимост на етническия регион.
В проведените на същата дата официални избори за парламент на Иракски Кюрдистан – само в горепосочените 3 области на Кюрдския автономен район, са подадени общо 1 753 919 бюлетини.

## Резултати
Следват обявените от организаторите резултати от референдума по области.
За сравнение е добавено населението на всяка административна област (право на глас според възрастта им имат около 55 % от гражданите на страната; естественият прираст е ок. 3 % годишно) за 2017 г. (2011 г. за Дияла, Нинава).
| Област     | Население      | Гласували | За независимост |       | За оставане в Ирак |      |
| ---------- | -------------- | --------- | --------------- | ----- | ------------------ | ---- |
|            | (2017 / 2011)  | (2005)    | брой гласове    | %     | брой гласове       | %    |
| Общо       | ок. 11 600 000 | 1 998 061 | 1 973 412       | 98,88 | 20 251             | 1,12 |
| Арбил      | 2 113 391      | 636 898   | 622 409         | 98,23 | 11 289             | 1,77 |
| Дахук      | 1 511 585      | 370 781   | 368 163         | 99,39 | 2247               | 0,61 |
| Дияла      | 1 443 200      | 36 413    | 35 786          | 98,28 | 627                | 1,72 |
| Киркук     | 1 259 561      | 131 582   | 131 274         | 99,88 | 181                | 0,12 |
| Нинава     | 3 270 422      | 165 891   | 165 780         | 99,93 | 111                | 0,07 |
| Сулеймания | 2 021 175      | 656 496   | 650 000         | 99,12 | 5796               | 0,88 |